# Pont de pierre de Jargeau
Pour les articles homonymes, voir Pont de pierre.
Le pont de pierre de Jargeau était un pont de pierre français franchissant la Loire du XIIIe au XVIIIe siècle entre Jargeau et Saint-Denis-de-l'Hôtel dans l'ancienne province de l'Orléanais.
S'il on excepte les ponts de bois, cet ouvrage constitua le premier des trois ponts construits entre Jargeau et Saint-Denis-de-l'Hôtel. Il précéda deux autres ponts : un pont suspendu qui officia de 1834 à 1989 et le pont actuel à ossature mixte béton-acier qui est utilisé depuis 1988.

## Géographie

Les tracés des ponts successifs

Trois ponts différents ont jalonné l'histoire des communes de Jargeau et Saint-Denis-de-l'Hôtel, chacun d'eux privilégiant un tracé spécifique.
Sur la rive droite, à Saint-Denis-de-l'Hôtel, les deux premiers ouvrages eurent un seul et même débouché, à savoir, la rue commerçante de la ville (Grande-rue).
A contrario, sur la rive gauche, à Jargeau, le pont de pierre et le pont suspendu n'eurent pas la même issue sur la ville. En effet, il semble qu'au XIIIe siècle, le tracé du pont privilégia la collégiale et son quartier canonial à la Grande-Rue commerçante. Le pont de pierre arrivait alors au niveau de l'actuelle « rue de l'ancien pont », dans l'axe du quartier canonial. Au XIXe siècle en revanche, le tracé du pont privilégia le centre de vie de la population, dans l'axe de la Grande-rue commerçante, à l'image de ce qui existait à Saint-Denis-de-l'Hôtel.
À la fin du XXe siècle, devant l'importance du trafic routier moderne, le tracé du nouveau pont fut décalé en amont sur le fleuve. Jargeau comme Saint-Denis-de-l'Hôtel choisirent de dévier leurs centres commerçants afin d'écouler au mieux le flux automobile, sur un nouvel axe à Saint-Denis-de-l'Hôtel (avenue des Fontaines), et sur le boulevard Carnot côté gergolien.

## Histoire

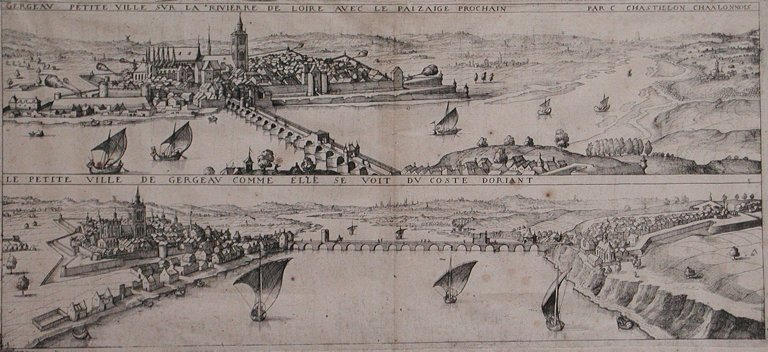
Gravure de Claude Chastillon représentant deux vues panoramiques de Jargeau (Gergeau) et d'une partie de Saint-Denis-de-l'Hôtel ainsi que l'ancien pont de pierre sur la Loire

### XIIIesiècle
S'il est possible que des ponts de bois aient existé précédemment, la première mention d'un pont de pierre remonte au début du XIIIe siècle. Manassès de Seignelay, évêque d'Orléans entre 1207 et 1221 et devenu seigneur temporal de la ville de Jargeau, fit construire un pont de pierre pour relier la ville de Jargeau à la rue principale de Saint-Denis-de-l'Hôtel. Ce pont, considéré à l'époque comme un des plus importants sur le fleuve, coupait la Loire en diagonale.

### XIVesiècle
La trace la plus ancienne d'un document administratif relatant l'entretien du pont date de 1376 et l'achat de planches par des proviseurs dont le rôle consistait à gérer l'entretien du pont.
À partir du XIVe siècle, on enregistre plusieurs dons à l'« Œuvre du pont », sorte de fondation destinée à collecter l'argent des habitants désirant participer à l'entretien du pont. L'« Œuvre du pont » semble disparaitre au siècle suivant en fusionnant avec l'administration de la ville.

### XVesiècle

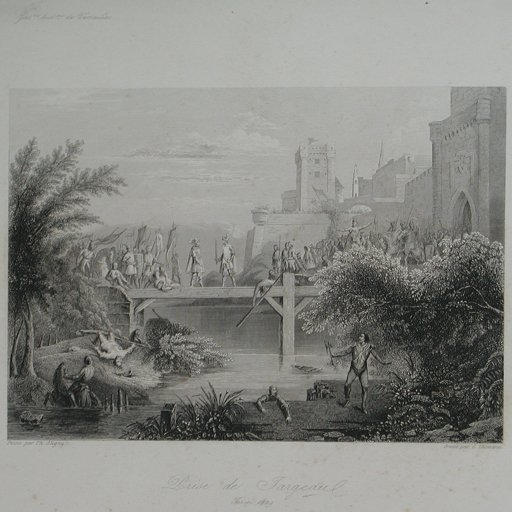
Un pont de bois à Jargeau sur une gravure représentant la prise de Jargeau en 1429

Au XVe siècle, durant la guerre de Cent Ans, anglais et français se disputèrent Jargeau et son pont sur la Loire. Les archives départementales du Loiret conservent un mandement du duc d'Orléans daté de 1420, ordonnant de « faire rompre » le pont de Jargeau en raison de la menace des anglais. La lutte pour ce point stratégique déboucha sur la bataille de Jargeau remportée par les troupes de Jeanne d'Arc en 1429.
Par ailleurs, on note la présence d'un pont de bois sur une peinture à l'huile sur toile de Théodore Aligny représentant la prise de Jargeau en 1429. Cette œuvre fut commandée par Louis-Philippe Ier pour le musée historique de Versailles en 1838.

### XVIesiècle
En 1572, une arche du pont rompue côté Jargeau fut consolidée.

### XVIIesiècle
Au XVIIe siècle, l'ouvrage connut bien des vicissitudes, dues en particulier aux inondations qui le détruisirent à plusieurs reprises. À la suite des évènements de la Fronde, la partie qui avait été détruite fut reconstruite en bois et un droit de péage fut établi pendant vingt ans.
La chronologie des évènements s'établit de la sorte : entre 1605 et 1610, deux arches sont rénovées de manière importantes ; en 1679, quatre arches s'écroulent, elles sont temporairement remplacées par des tabliers de bois ; en 1691, une arche est reconstruite.

### XVIIIesiècle
Entre 1699 et 1703, trois couples d'arches sont chacune remplacées par trois arches de plus grande taille.
En 1733, deux nouvelles arches s'écroulent, comme au siècle précédent, elles sont remplacées par des structures en bois.
La crue de 1789 et les glaces de 1790 mettent le pont à rude épreuve et l'affaiblissent encore.
Le 20 janvier 1789, une arche tombe, puis, en 1790, un bateau « se met en travers » provoquant l'affaissement de la quasi-totalité du pont vers l'aval. Seule une arche demeure.
L'ouvrage ne fut alors pas reconstruit immédiatement et la traversée dut se faire par une passerelle, puis un bac pendant une quarantaine d'années.

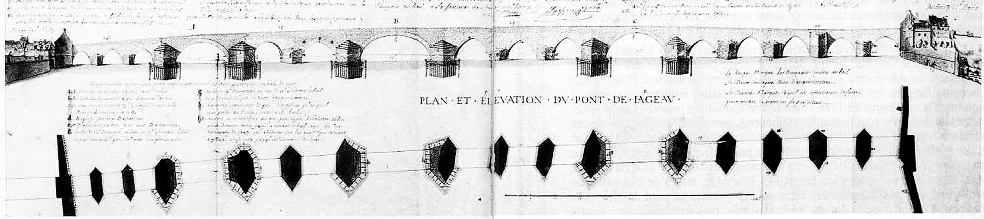
Plan et élévation du pont de pierre de Jargeau le 25 janvier 1703

### XIXesiècle
En 1832, avant la construction d'un nouveau pont, la question de s'appuyer sur la dernière pile du pont de pierre restante fut posée. Cette hypothèse ne fut finalement pas retenue, la dernière arche du pont fut détruite. Un nouveau tracé fut choisi pour la construction d'un nouveau pont suspendu qui fut mis en service en 1834.

## Description

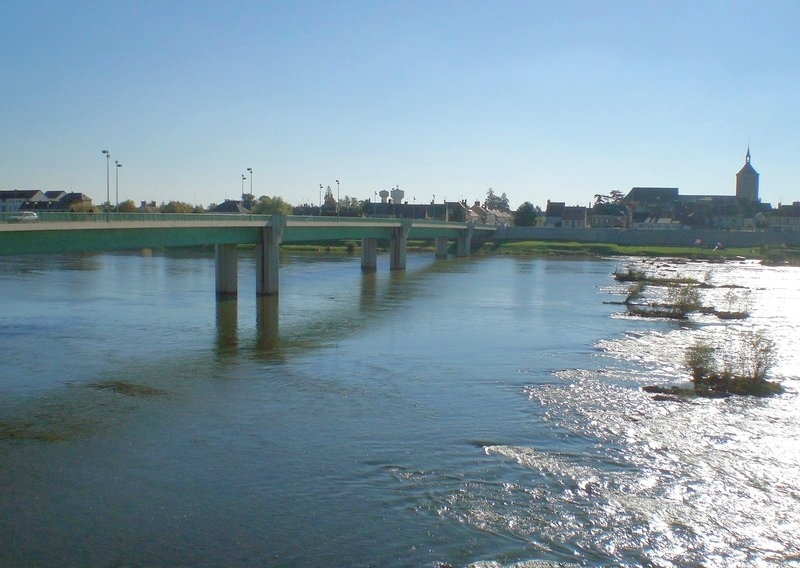
Les restes du pont médiéval à droite

Dans sa première version, le pont de pierre comportait 19 arches en arc brisé de onze mètres d'ouverture, des piles de 6,30 mètres d'épaisseur et, semble-t-il, plusieurs portes, jusqu'à la fin du XVIIe siècle.
L'ouvrage fut décrit au XVIIIe siècle comme un pont à seize arches comportant, suivant les relevés, de neuf à douze arc brisées. À cette époque, trois arches avaient des dimensions nettement supérieures aux treize autres. En effet, chacune d'entre elles avait remplacé deux arches plus anciennes et plus petites suppléées temporairement par des structures en bois.
Les restes du pont médiéval sont aujourd'hui toujours visibles lorsque le niveau de la Loire le permet. En 1987, l'ingénieur des Ponts et Chaussées Jean Mesqui profita du chantier du troisième pont de Jargeau pour effectuer une analyse détaillée des restes du pont médiéval de Jargeau.